# Deljivost brez kvadrata
Celo število n je v matematiki deljivo brez kvadrata tedaj in le tedaj, če ni deljivo s popolnim kvadratom, razen števila 1. Število 10 je na primer deljivo brez kvadrata 10 = 2 · 5, 20 pa ni, saj je deljivo s {\displaystyle 4=2^{2}}. Prva števila, deljiva brez kvadrata, so (OEIS A005117):
1, 2, 3, 5, 6, 7, 10, 11, 13, 14, 15, 17, 19, 21, 22, 23, 26, 29, 30, 31, 33, 34, 35, 37, 38, 39, 41, 42, 43, 46, 47, ...

## Enakovredne označbe števil deljivih brez kvadrata
Pozitivno celo število n je deljivo brez kvadrata, če in samo če se v praštevilski razcepitvi n nobeno praštevilo ne pojavi več kot enkrat. Ali drugače povedano: za vsak praštevilski delitelj p števila n, praštevilo p ne deli n / p. n je deljivo brez kvadrata, samo če sta v vsaki razcepitvi {\displaystyle n=ab} faktorja a in b med seboj tuja.
Pozitivno celo število n je deljivo brez kvadrata samo, če je μ(n) ≠ 0, kjer je μ Möbiusova funkcija.
Pozitivno celo število n je deljivo brez kvadrata, če in samo če so vse Abelove grupe reda n izomorfne, to je v primeru, če so vse ciklične. To dejstvo izhaja iz klasifikacije končnoporojenih Abelovih grup.
Celo število n je deljivo brez kvadrata, če in samo če je faktorski kolobar Z / ''n''Z (glej modularna aritmetika) produkt obsegov. To izhaja iz kitajskega izreka ostankov in iz dejstva, da je kolobar oblike Z / kZ obseg tedaj in le tedaj, če je k praštevilo.
Za vsako celo število n množica vseh njegovih pozitivnih deliteljev postane delno urejena, če se kot relacijo urejenosti uporabi deljivost: a <= b, če a deli b. Ta delno urejena množica je vedno distributivna rešetka. Je Boolova algebra, če in samo če je n deljiv brez kvadrata.
Radikal celega števila, produkt vseh različnih praštevil, ki so deljiva z n, je vedno deljiv brez kvadrata, in je hkrati največji delitelj n, deljiv brez kvarata. Radikal števila 504 je na primer 42, saj je {\displaystyle 504=2^{3}\cdot 3^{3}\cdot 7} in {\displaystyle 42=2\cdot 3\cdot 7}.

## Porazdelitev števil deljivih brez kvadrata
Če Q(x) označuje število števil deljivih brez kvadrata, manjših ali enakih x, potem velja:
{\displaystyle Q(x)={\frac {6x}{\pi ^{2}}}+{\mathcal {O}}({\sqrt {x}})\!\,,}
(kjer je O zapis Landauov simbol). Gostota števil deljivih brez kvadrata je tako:
{\displaystyle \lim _{x\to \infty }{\frac {Q(x)}{x}}={\frac {6}{\pi ^{2}}}={\frac {1}{\zeta (2)}}\approx 0,6079271\!\,,}
kjer je ζ Riemannova funkcija ζ.
Če Q(x,n) označuje število n-tih potenc števil deljivih brez kvadrata, manjših ali enakih x, potem velja enako:
{\displaystyle \lim _{x\to \infty }{\frac {Q(x,n)}{x}}={\frac {1}{\zeta (n)}}\!\,.}
Nekatera števila, deljiva brez kvadrata so podolžna števila, ne pa vsa. 2 in 6 sta podolžni števili, podolžni števili 12 in 20 pa npr. nista deljivi brez kvadrata.

## Dvojiški zapis
Če se predstavi število deljivo brez kvadrata kot neskončni produkt:
{\displaystyle \prod _{n=0}^{\infty }{p_{n+1}}^{a_{n}},a_{n}\in \lbrace 0,1\rbrace \!\,,}
kjer je {\displaystyle p_{n}} n-to praštevilo, se lahko vzame vse neničelne {\displaystyle a_{n}} in se jih uporabi kot bite v dvojiškem zapisu števila, oziroma (OEIS A048672):
{\displaystyle \sum _{n=0}^{\infty }{a_{n}}\cdot 2^{n}\!\,.}
Razcep števila 42, ki je deljivo brez kvadrata, je 2 · 3 · 7, oziroma kot neskončni produkt: 21 · 31 · 50 · 71 · 110 · 130 · .... Na ta način se ga lahko zapiše kot dvojiško zaporedje ...001011 ali zapisano desetiško kot 11, kjer so se dvojiške števke obrnile glede na razpored v neskončnem produktu.
Ker je praštevilski razcep vsakega števila enoličen, je enoličen tudi dvojiški zapis vsakega celega števila deljivega brez kvadrata. Tudi obratno velja. Ker se lahko vsako pozitivno celo število enolično zapiše dvojiško, se ga lahko z obrnjenimi števkami enolično zapiše kot celo število deljivo brez kvadrata.
Če se na primer začne s številom 42, preprosto kot pozitivno število, je njegov dvojiški zapis enak 101010. To se lahko naprej zapiše kot: 20 · 31 · 50 · 71 · 110 · 131 = 3 · 7 · 13 = 273.
To med drugim nakazuje, da je moč množice celih števil deljivih brez kvadrata enaka moči množice celih števil. Po vrsti to vodi do dejstva, da so zapisi celih števil deljivih brez kvadrata permutacija množice celih števil.

## Erdőseva domneva o deljivosti brez kvadrata
Središčni binomski koeficient:
{\displaystyle {2n \choose n}\!\,}
ni nikoli deljiv brez kvadrata za n > 4. Domnevo sta leta 1996 dokazala Olivier Ramaré in Andrew James Granville.